# Barcelonai Európai Üzleti Iskola
A Barcelonai Európai Üzleti Iskola (spanyolul: Escuela de Negocios Europea de Barcelona - ENEB) egy barcelonai székhelyű spanyolországi felsőoktatási intézmény, amely az üzleti tudományok terén nyújt posztgraduális képzést.
Az intézmény a hagyományos MBA-program mellett 9 intézményileg akkreditált mesterszakot, s további posztgraduális diploma programot, felsőfokú tanfolyamot és üzleti angol tanfolyamot szervez.
Az oktatás spanyol nyelven történik, s ennek megfelelően a hallgatók döntő többsége Spanyolországból és Latin-Amerikából származik.

## Külső hivatkozások
- Barcelonai Európai Üzleti Iskola